# Літо

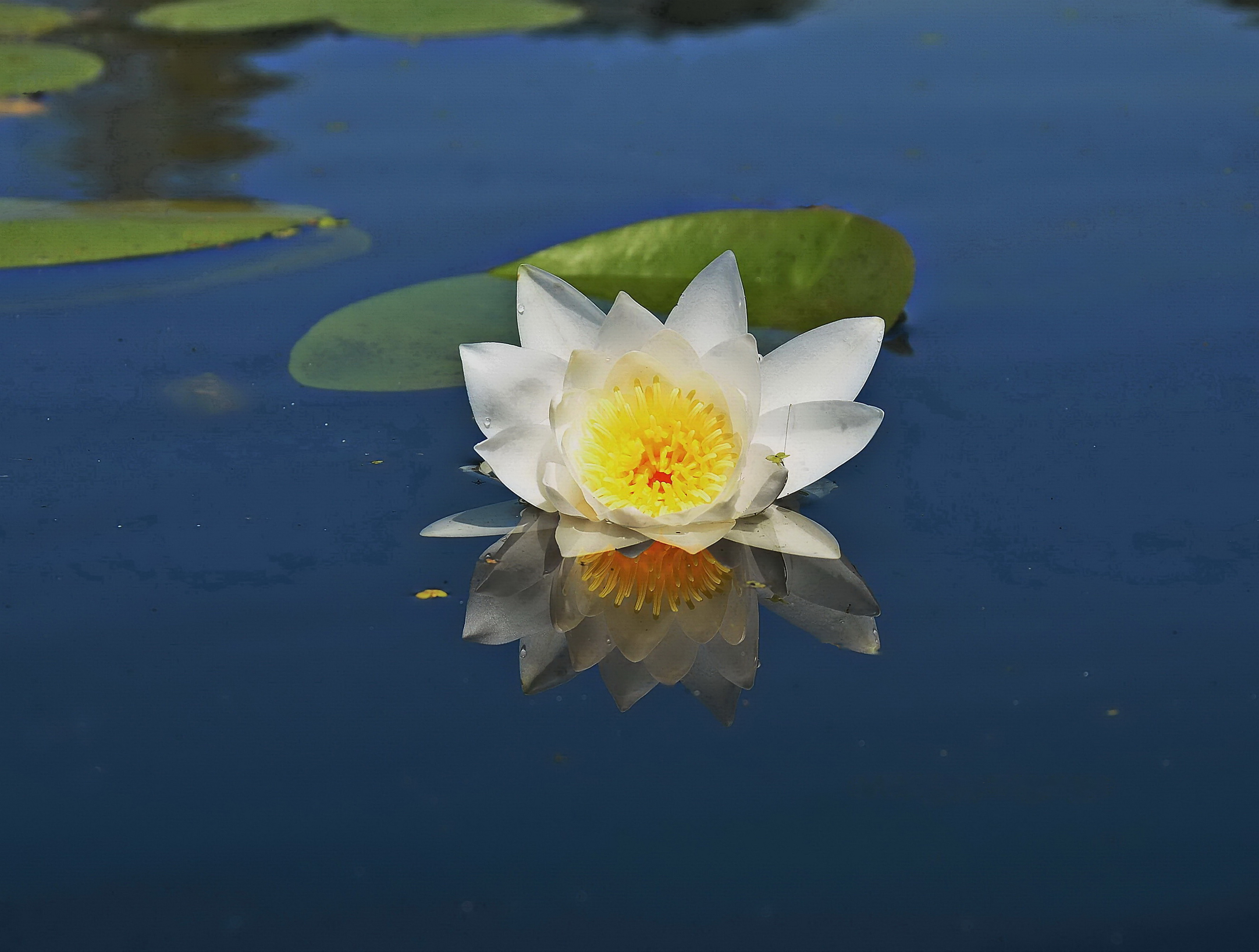
Лілея - біла краса Українського літа

Лі́то — одна з чотирьох пір року між весною та осінню, з найвищою середньодобовою температурою повітря. Складається із трьох місяців: у Північній півкулі — червня, липня та серпня, в південній — грудня, січня, лютого. Коли в Північній півкулі літо, у Південній півкулі буде зима — і навпаки.  Літом  відбувається  Літнє сонцестояння, коли ніч є найкоротшою, а світловий день найдовшим:  20-21 червня - в  Північній півкулі;  21-22 грудня - в  Південній півкулі.   
Календарне літо в Північній півкулі,  розпочинається 1 червня і закінчується 31 серпня. У Південній півкулі літо розпочинається 1 грудня та завершується 28 (29 у високосний рік) лютого. 

## Астрономічне літо
Астрономічне літо настає пізніше за календарне:
|                  | Календарне                | Астрономічне                                                          |
| ---------------- | ------------------------- | --------------------------------------------------------------------- |
| Північна півкуля | 1 червня — 31 серпня      | Літнє сонцестояння (20-21 червня) — осіннє рівнодення (22-23 вересня) |
| Південна півкуля | 1 грудня — 28 (29) лютого | Літнє сонцестояння (21-22 грудня) — осіннє рівнодення (20-21 березня) |

У день літнього сонцестояння ніч є найкоротшою, а світловий день найдовшим з поступовим зменшенням впродовж сезону. Сезонні зміни на поверхні Землі обумовлені річним періодом обертання планети довкола Сонця і нахилом її осі обертання щодо площини орбіти. У північній півкулі літо триває приблизно 93,6 діб, у південній півкулі — 89 діб. За кількістю енергії, що надходить від Сонця, літнє сонцестояння мало би бути за температурними показниками серединою літа, однак зволікання в змінах температури (зумовлене фізичними властивостями води та суші) затримує погодні зміни порівняно з астрономічними.

## Кліматичне літо
У різних географічних широтах унаслідок нерівномірності освітлення Сонцем поверхні Землі літній сезон має свої особливості. Зі збільшенням широти місцевості зростає різниця в тривалості світлого часу доби влітку і взимку, яка сягає максимуму на полюсах (див. Полярний день), де Сонце влітку не заходить за горизонт упродовж 6 місяців.
Кліматичне літо розпочинається з переходом середньодобової температури повітря через +15 °C у бік підвищення і закінчується з переходом цієї ж відмітки у бік зниження. Тривалість кліматичного літа істотно залежить від широти, а також від інших особливостей клімату: у полярних широтах Арктики літо коротке або ж не настає зовсім, а в тропічних і екваторіальних широтах кліматичне літо триває весь рік.
Для помірно континентального клімату, що панує на значній частині території України, характерне помірно спекотне літо і з достатньою кількістю опадів, яка знижується з просуванням з півночі на південь і з заходу на схід. Найбільші температури повітря простежуються в липні. Цей місяць відзначається часто безхмарною посушливою погодою, середньомісячна температура на рівнинній території України змінюється від майже +17°…+19 °С на північному заході та півночі країни до +22°…+23 °С у південних районах Причорномор'я та Приазов'я, на Кримському півострові.
По всій території України влітку проходять грози та зливові дощі. На літо припадає близько 40 % річної норми опадів. Град випадає на рівнинах 2-3 рази на рік, а в Карпатах — 4-6 разів. В південних районах літо посушливе.
На Південному березі Криму погода влітку визначається впливом тропічних повітряних мас. Тому літо тут сонячне, сухе і спекотне. Такий тип клімату називається середземноморським, і він характерний для субтропічного поясу.

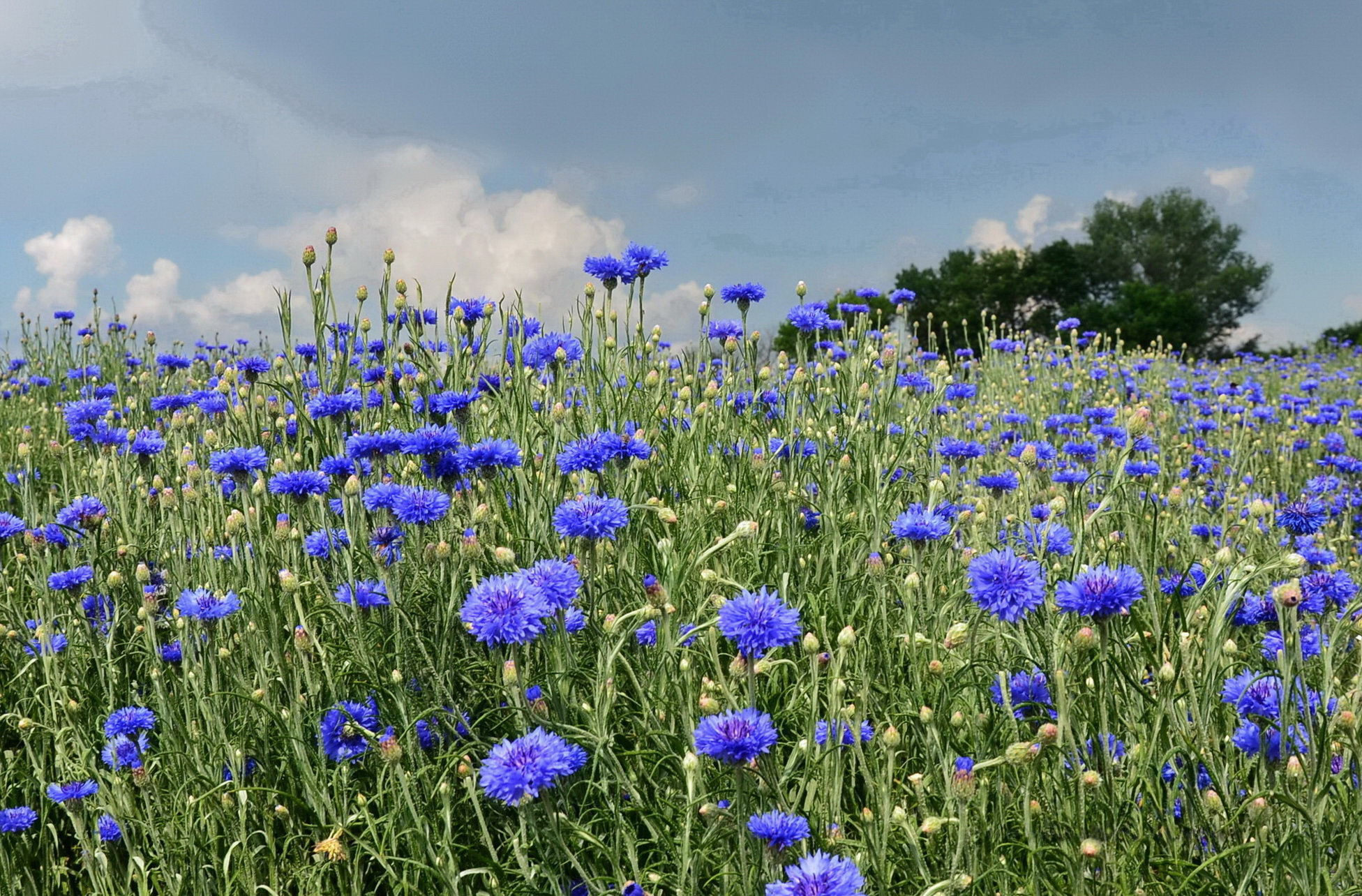
Волошкове літо України

У літній період можуть виникати посухи, які повторюються зазвичай кожні 2—3 роки і завдають чималих збитків сільському господарству, особливо на півдні та південному сході країни. 

## Свята

### Шкільні канікули
У школах і вишах зазвичай бувають літні канікули, щоби використовувати для відпочинку теплу погоду і тривалий світловий день. Майже в усіх країнах діти не вчаться в цю пору року, хоча терміни канікул різняться:
- У Сполучених Штатах державні школи зазвичай закінчують заняття в День пам'яті в кінці травня, а коледжі закінчують заняття на початку травня.
- У Англії та Уельсі заняття в школі завершують у середині липня і поновлюють на початку вересня; в Шотландії літні канікули починаються в кінці червня і закінчуються в середині-кінці серпня.
- У Канаді літні канікули починаються в останню або другу п'ятницю червня і закінчується в кінці серпня або в перший понеділок вересня.
- В Україні літні канікули починаються в кінці травня і закінчуються 31 серпня.
- У південній півкулі шкільні літні канікули охоплюють головні свята року: Різдво і Новий рік. Шкільні літні канікули в Австралії, Новій Зеландії та ПАР починаються на початку грудня і завершуються на початку лютого, причому дати різняться між країнами.
- В Індії шкільні заняття закінчуються в кінці квітня і поновлюються на початку або в середині червня.
- У Камеруні і Нігерії школи зазвичай припиняють заняття в середині липня і поновлюють в кінці вересня або в перший тиждень жовтня.

## Державні свята
Улітку багато святкових днів, а саме:
- День пам'яті (США) або День Вікторії (Канада)
- День незалежності (Йорданія) (25 травня)
- Банківські канікули у Великої Британії й Ірландії
- День проголошення Італійської Республіки (2 червня)
- Національний день Швеції (6 червня) та день літнього сонцестояння, іноді званий «альтернативним національним днем»
- День Канади (1 липня)
- День незалежності (США) (4 липня)
- День взяття Бастилії, Національний день Франції (14 липня)
- Національний день Бельгії (21 липня)
- Оулавсека, Фарерські острови (29 липня)
- Швейцарський національний день (1 серпня)
- День незалежності (Пакистан) (14 серпня)
- День незалежності Індії (15 серпня)
- День Незалежності України (24 серпня)
- День Австралії (26 січня)

## Фото

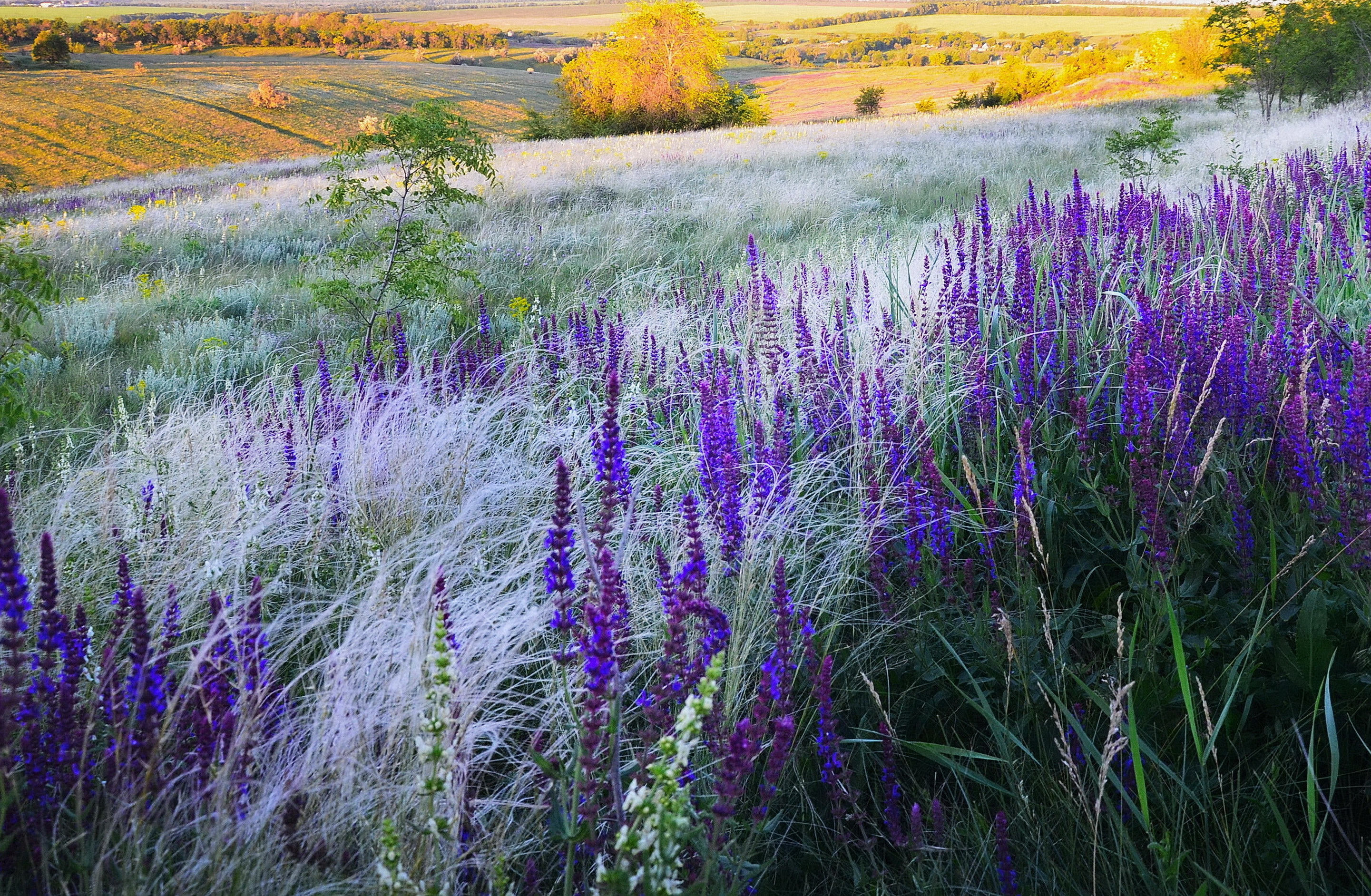
Літо на околиці  с. Лозуватка
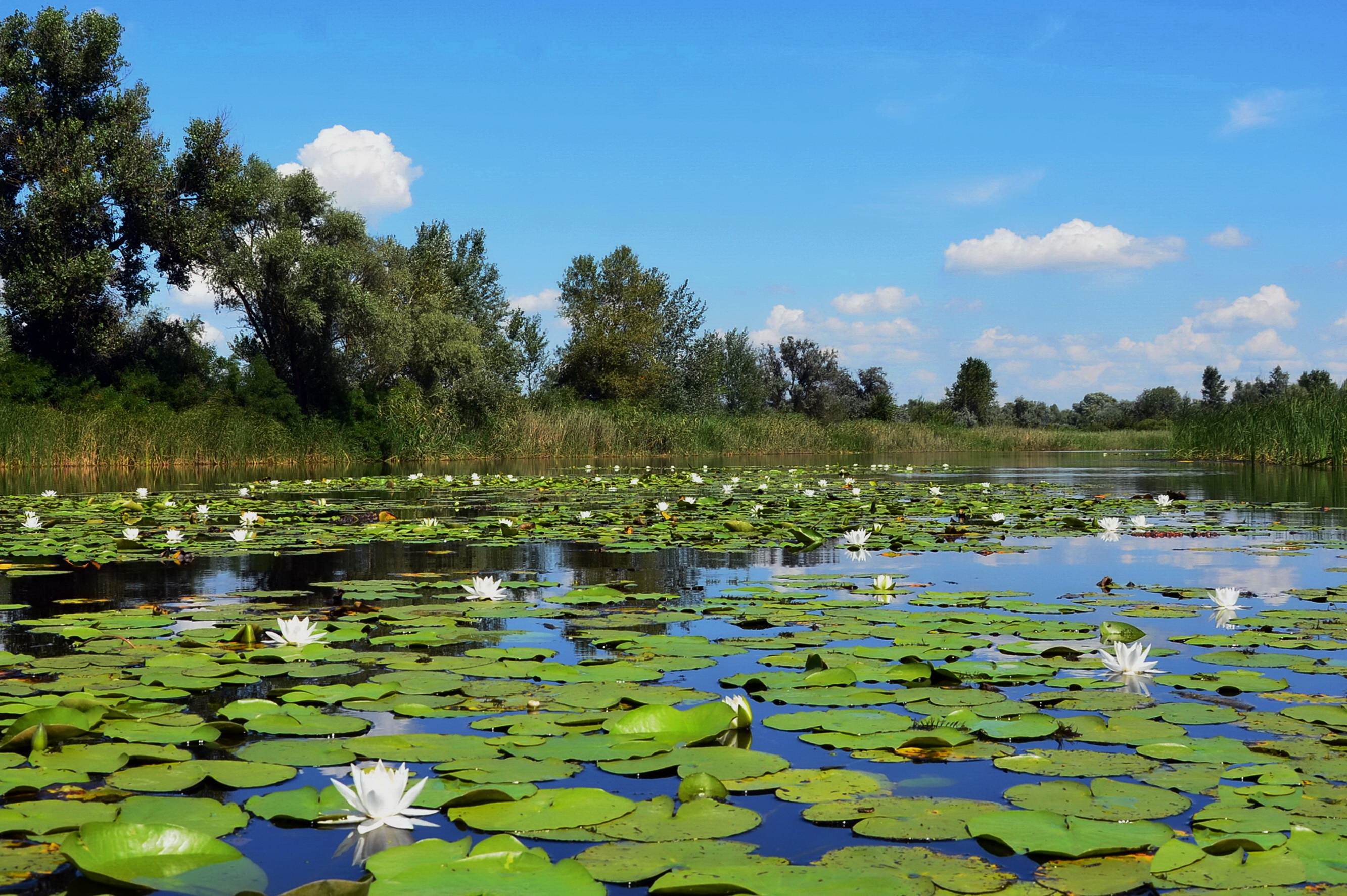
Літо на  Орілі
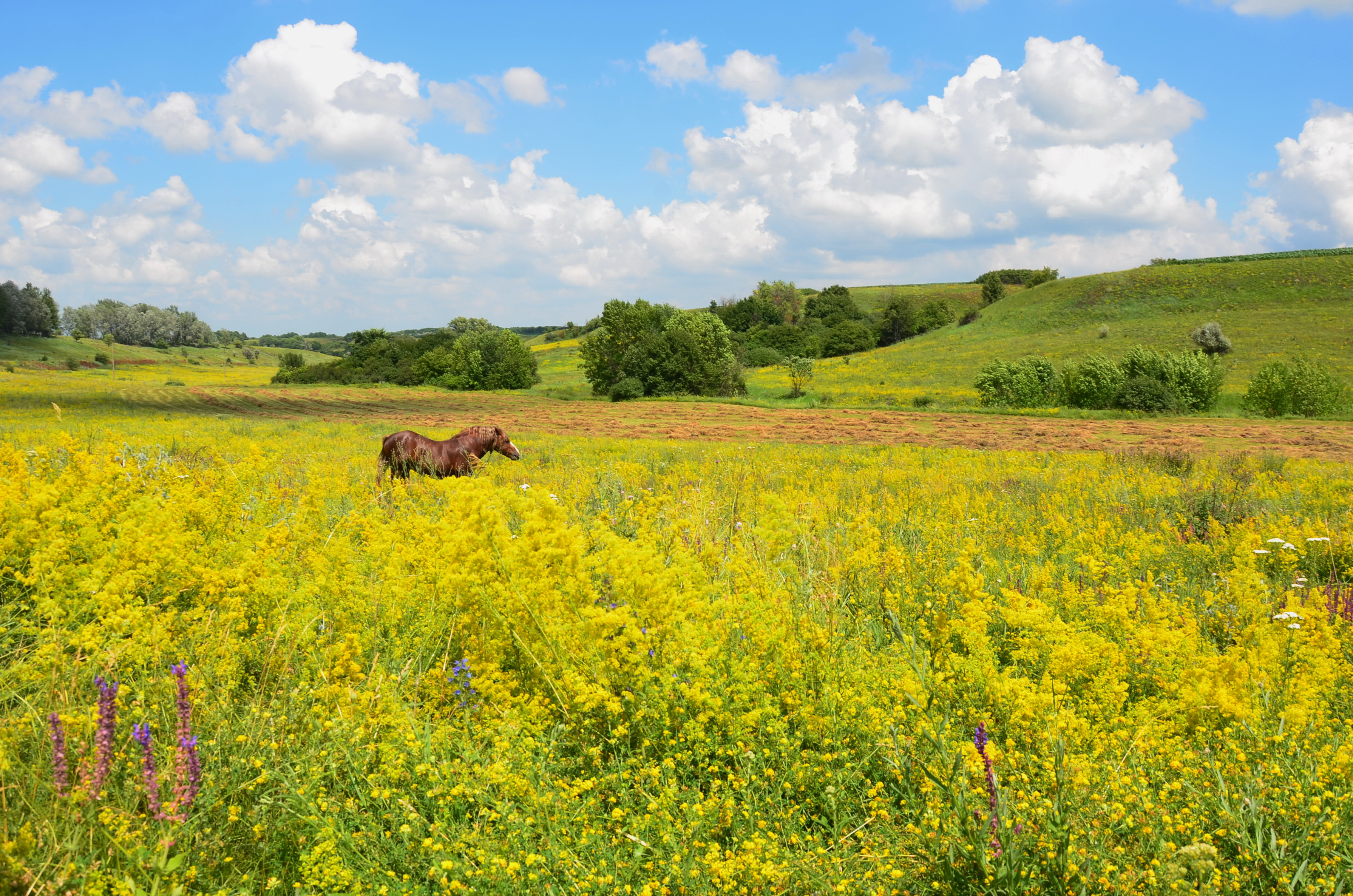
Літо на околиці села Батьки
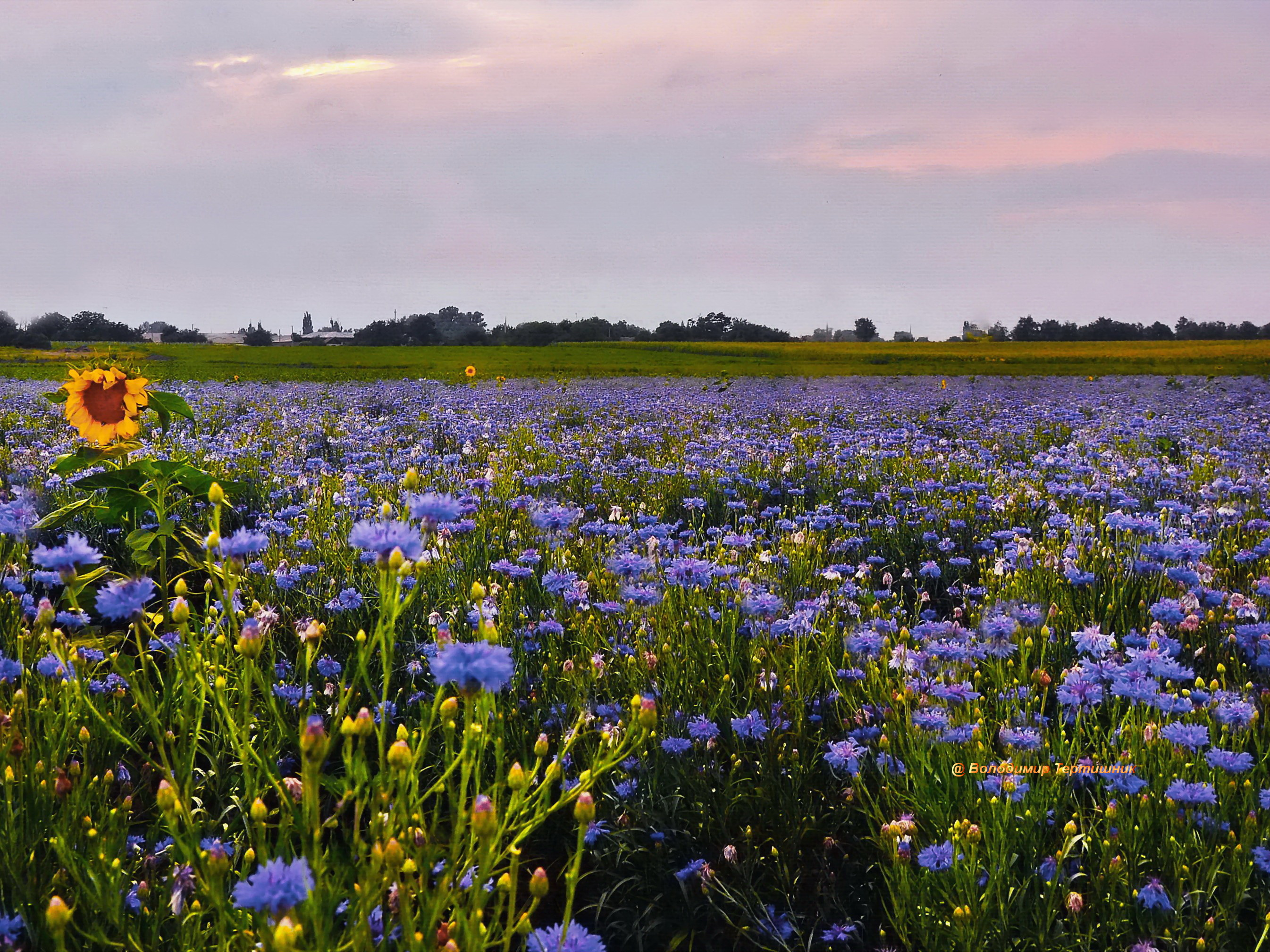
Волошкове літо
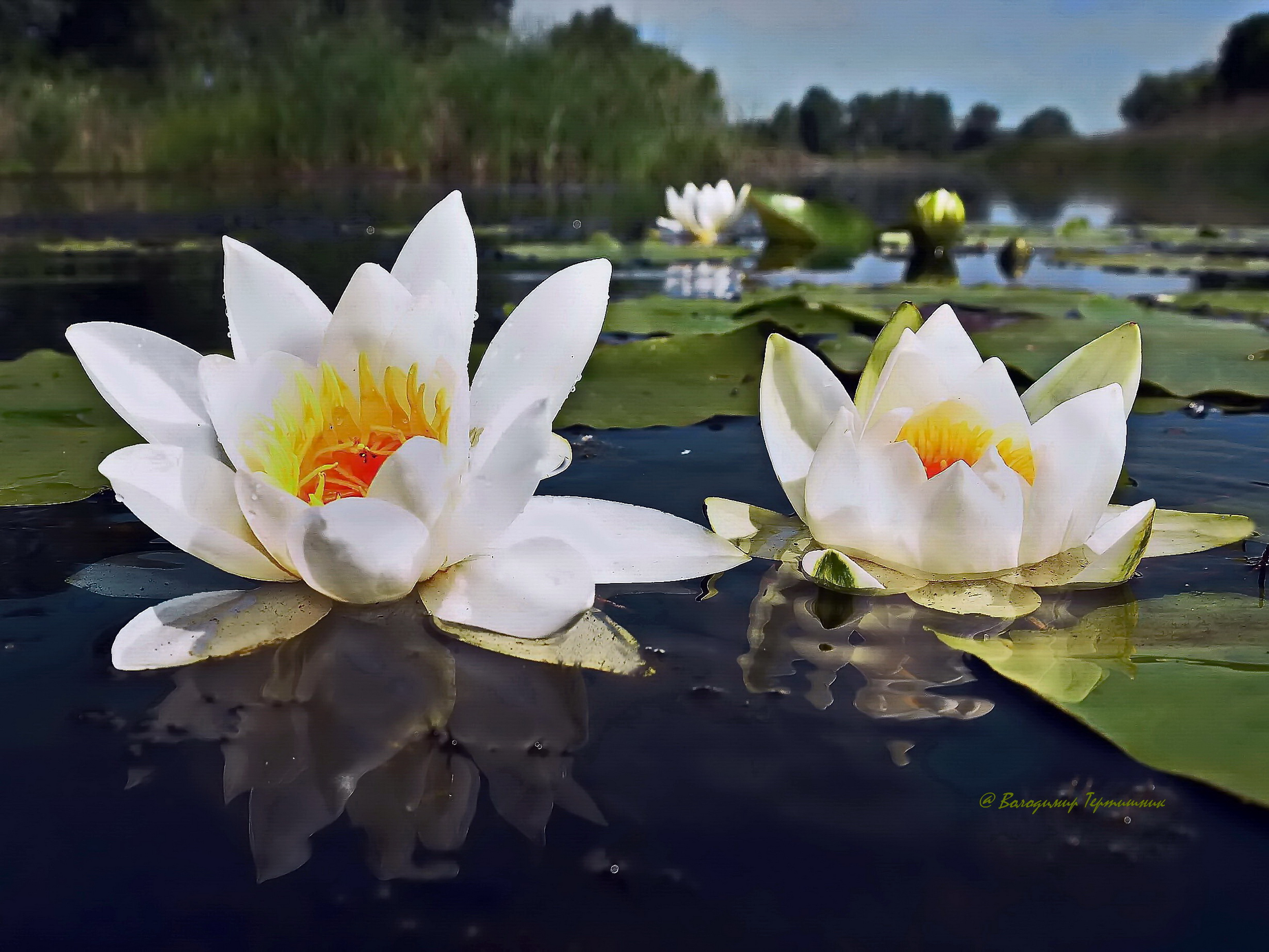
Біла краса України на Орілі
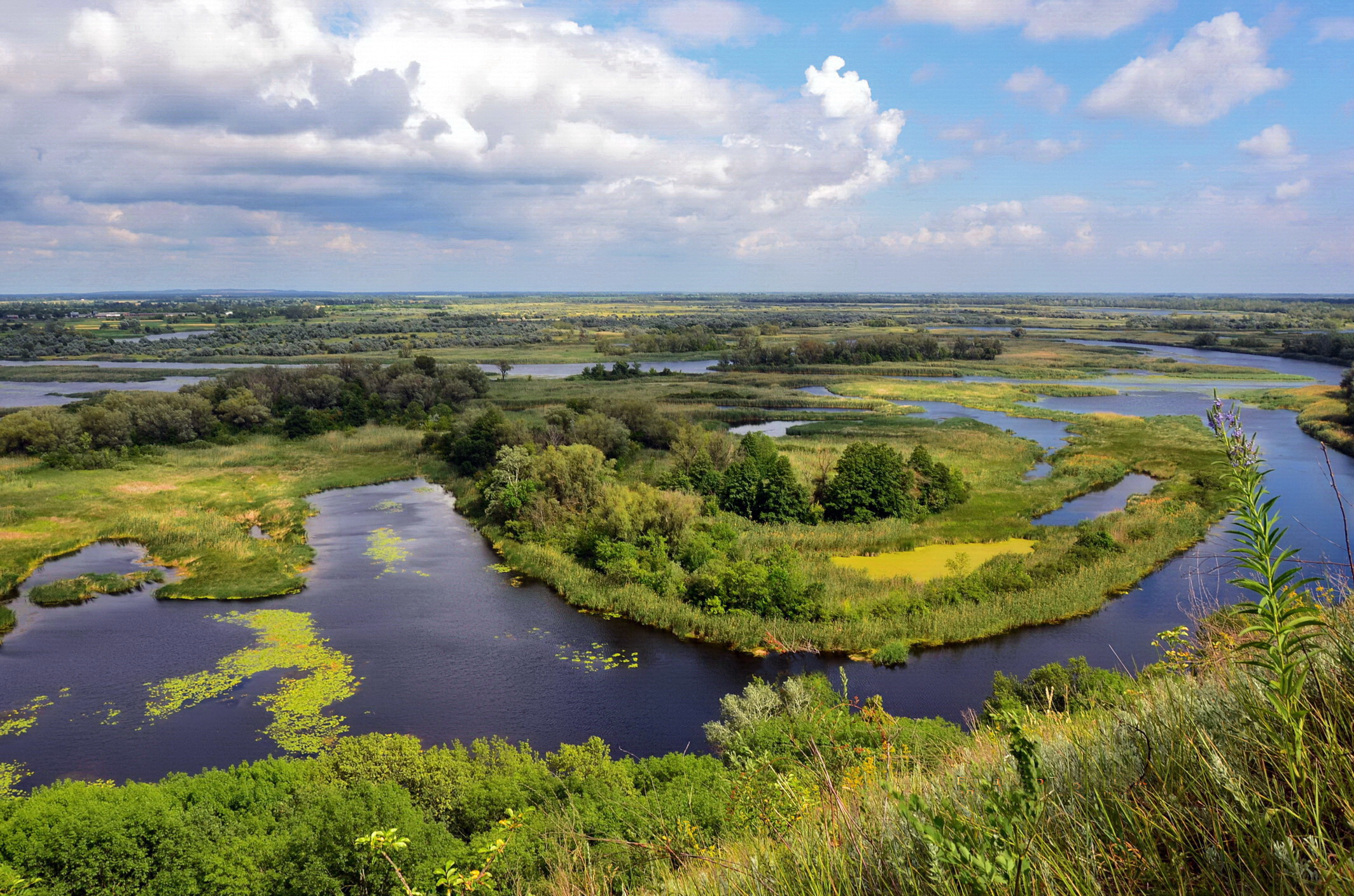
Закрутилось Літо на Ворсклі
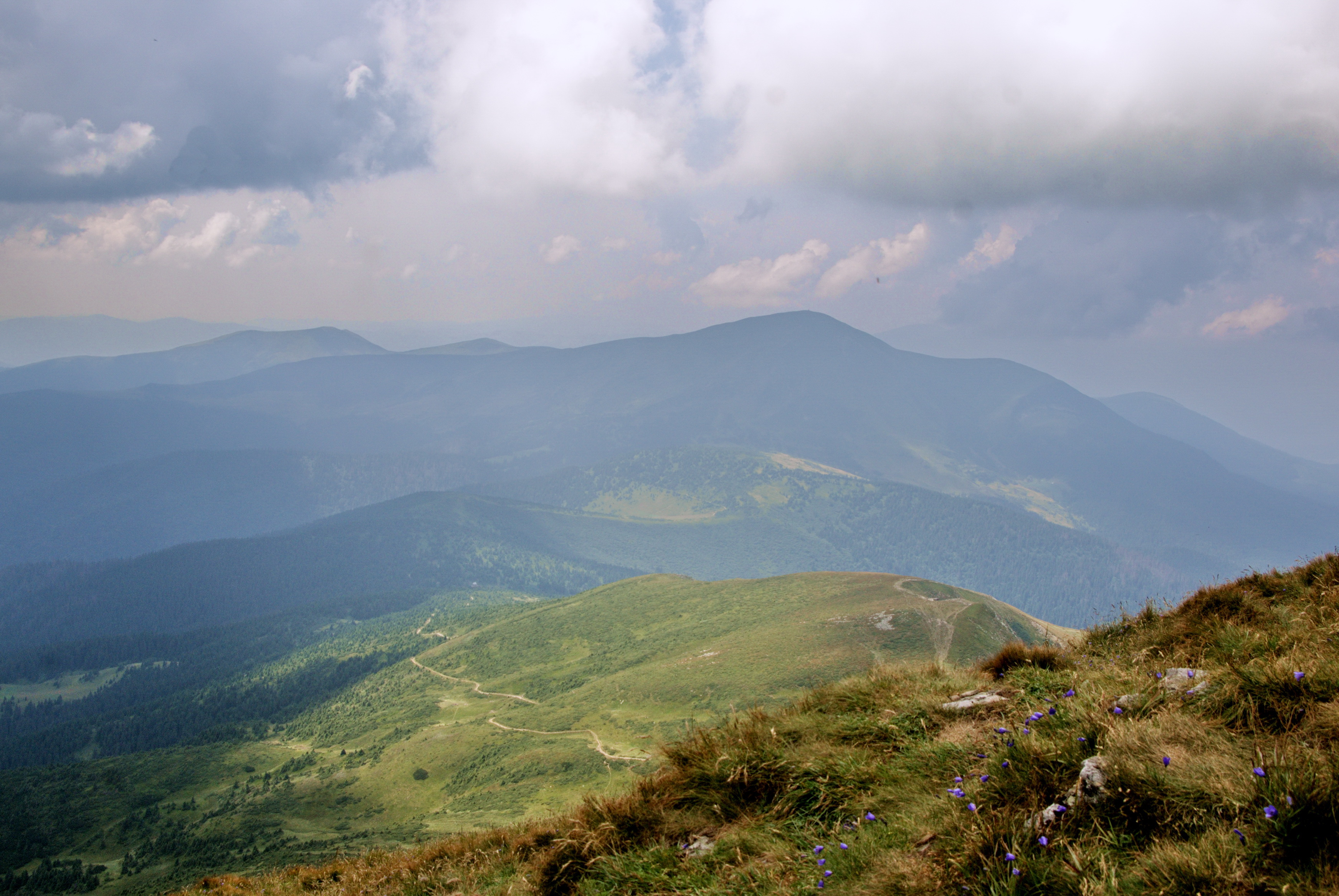
Літні стежини з Говерли до Петроса
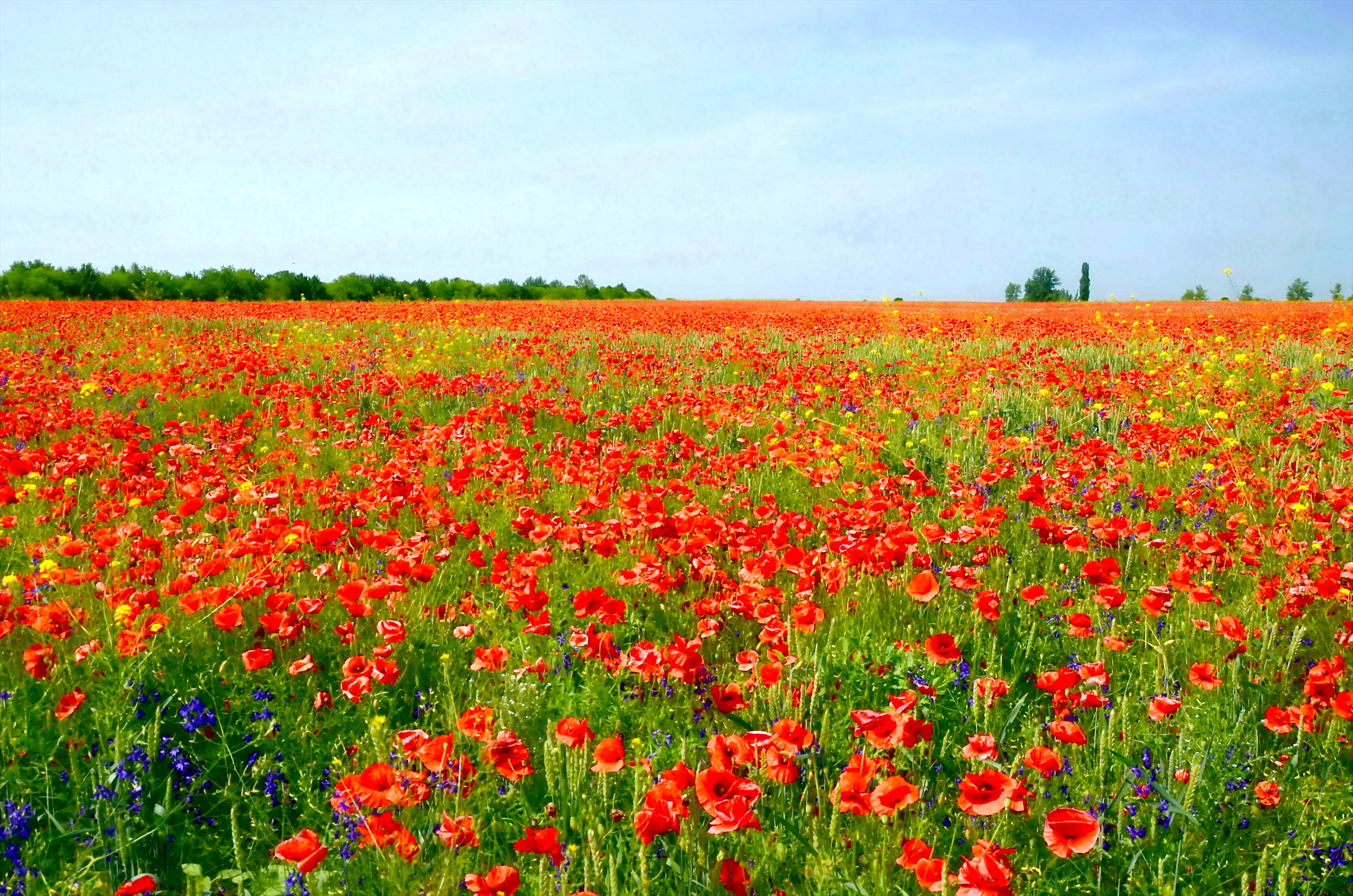
Літо на околиці с. Капустинці

## Літо в мистецтві

### У музиці
- Концерт № 2, соль мінор, Op. 8, RV 315, «Літо» («L'estate»), цикл Чотири пори року, Антоніо Вівальді (1723, опублікований 1725).
- «Літо» («Estate»), пісня, написана Бруно Мартіно[it] в 1960 році. Згодом стала джазовим стандартом.

### У літературі

#### Проза
- Літо, роман Едіт Вортон (1917).
- Літо, збірка есе Альбера Камю (1954).

#### Театральні п'єси
- Сон літньої ночі, п'єса Вільяма Шекспіра (1594 або 1595).
- Літо, п'єса Ромена Вайнгартена (1966).

#### Поезія
Літо у вірші Вадима Крищенка «За весною — літо»:
«…У ліси суничні
В пишноцвіть степів
Знову літо кличе

Піснею без слів…»

### У живописі

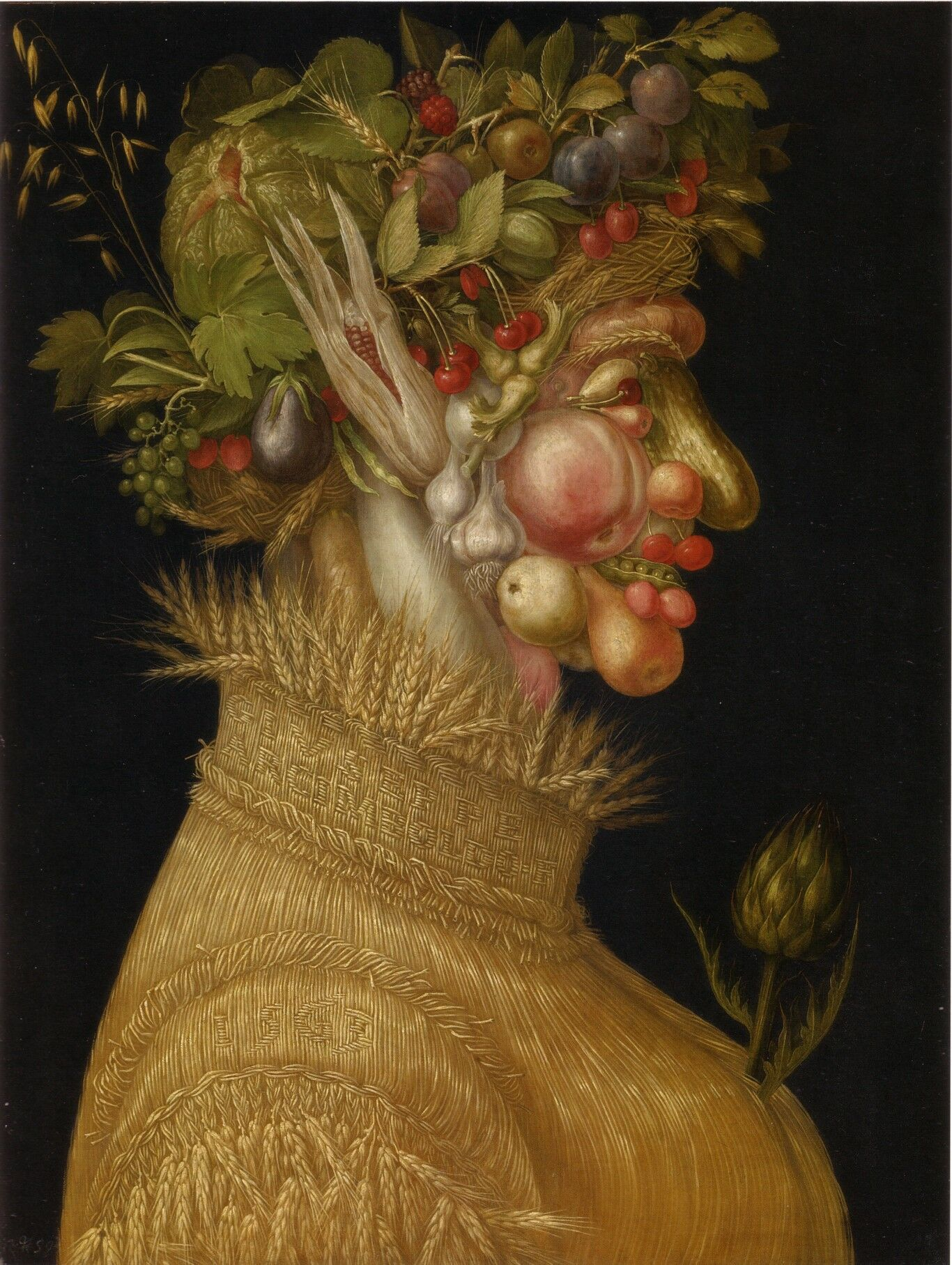
Літо, 1563, Джузеппе Арчімбольдо.
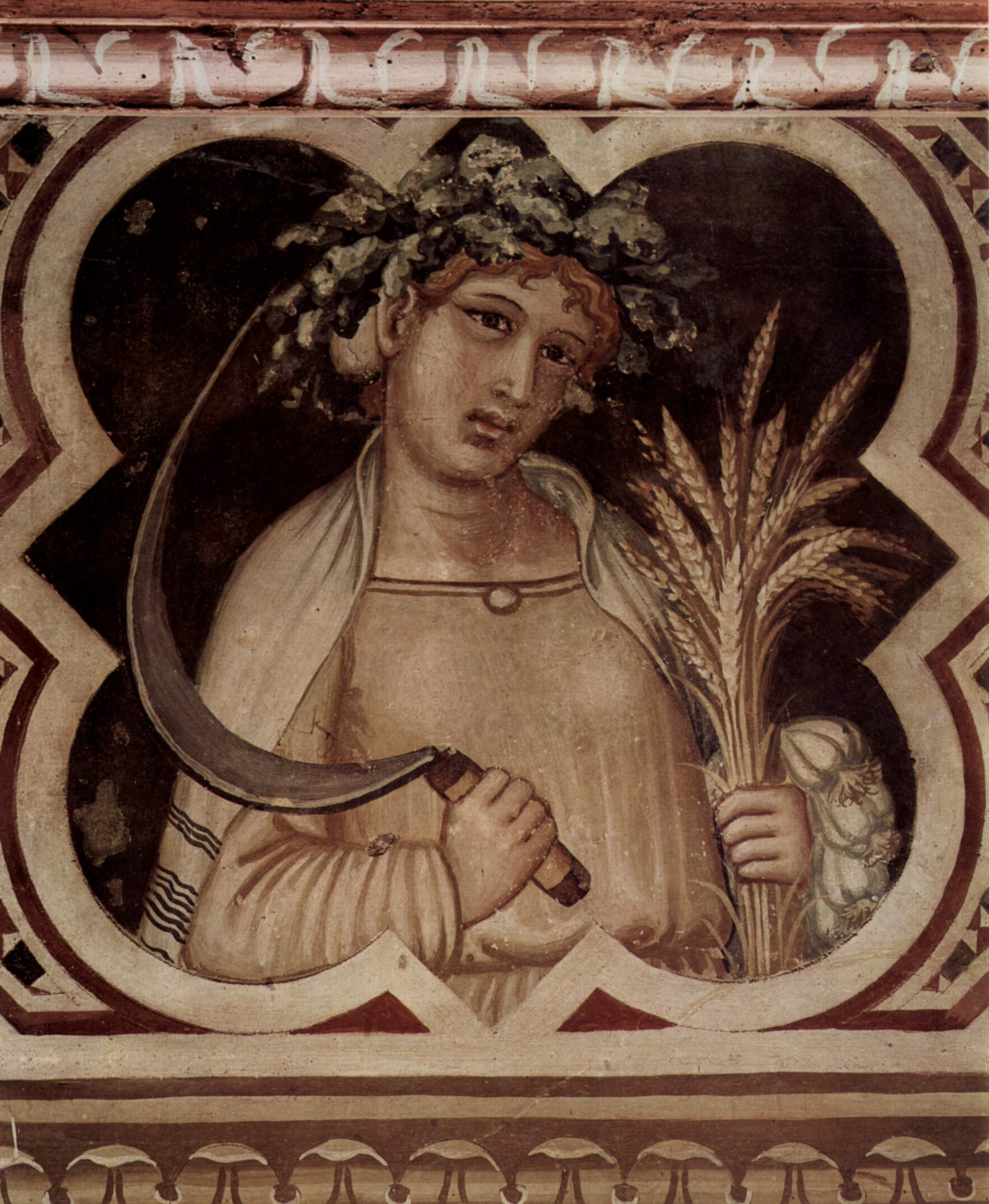
Літо, Амброджо Лоренцетті.
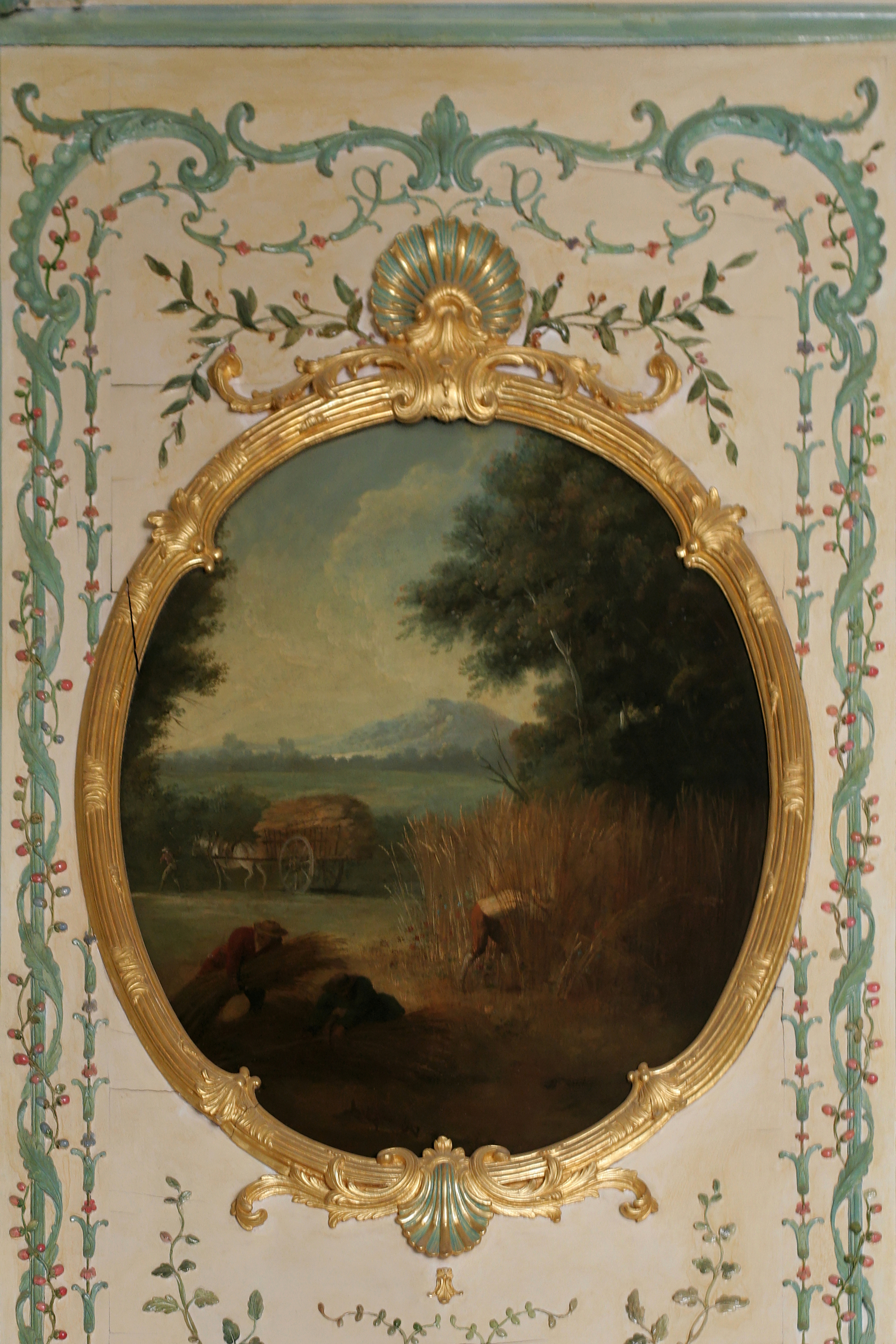
Літо або врожай, 1749, Жан-Батіст Удрі.
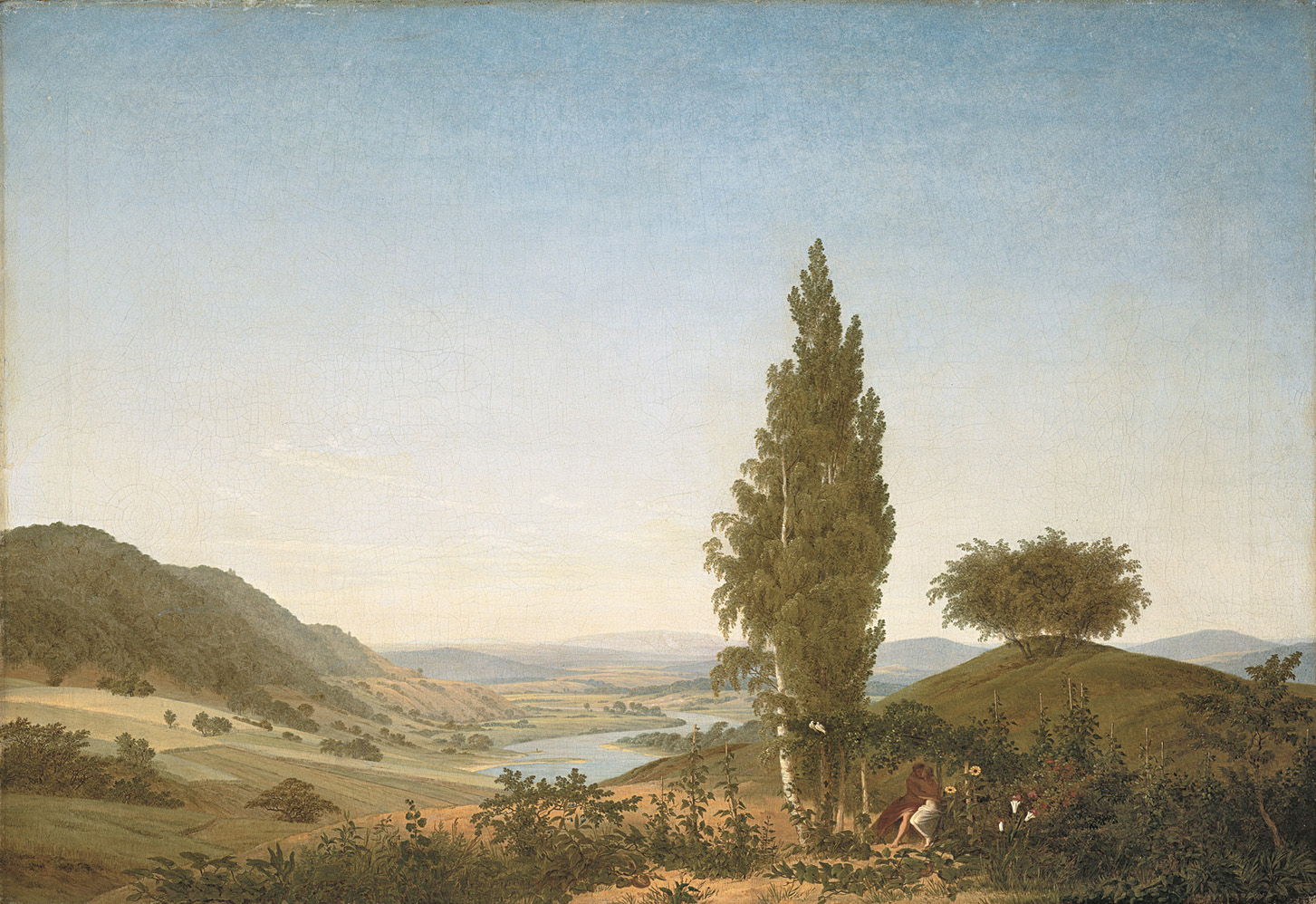
Літо, 1807, Каспар Давид Фрідріх.
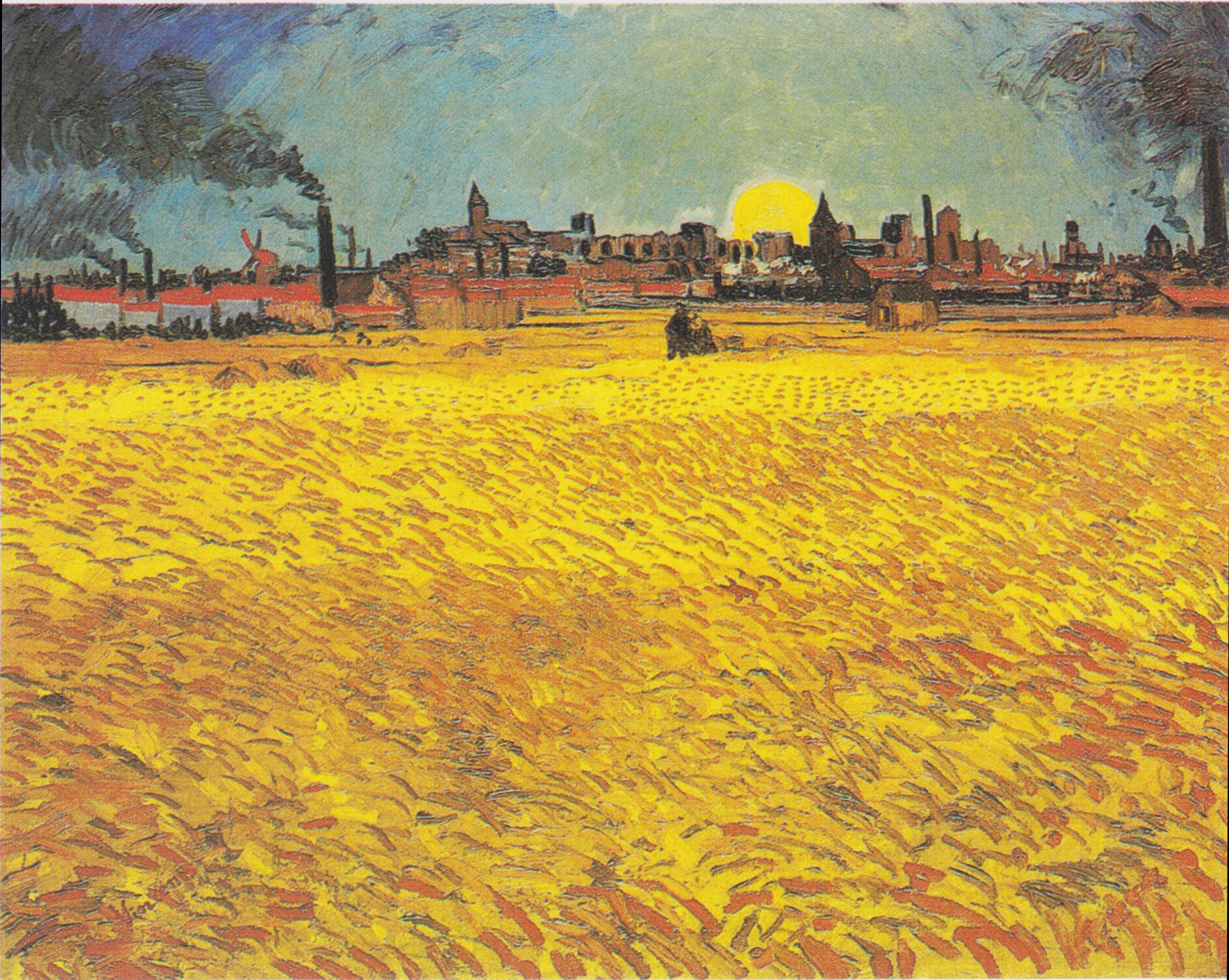
Літній вечір в Арлі, 1888, Вінсент ван Гог.
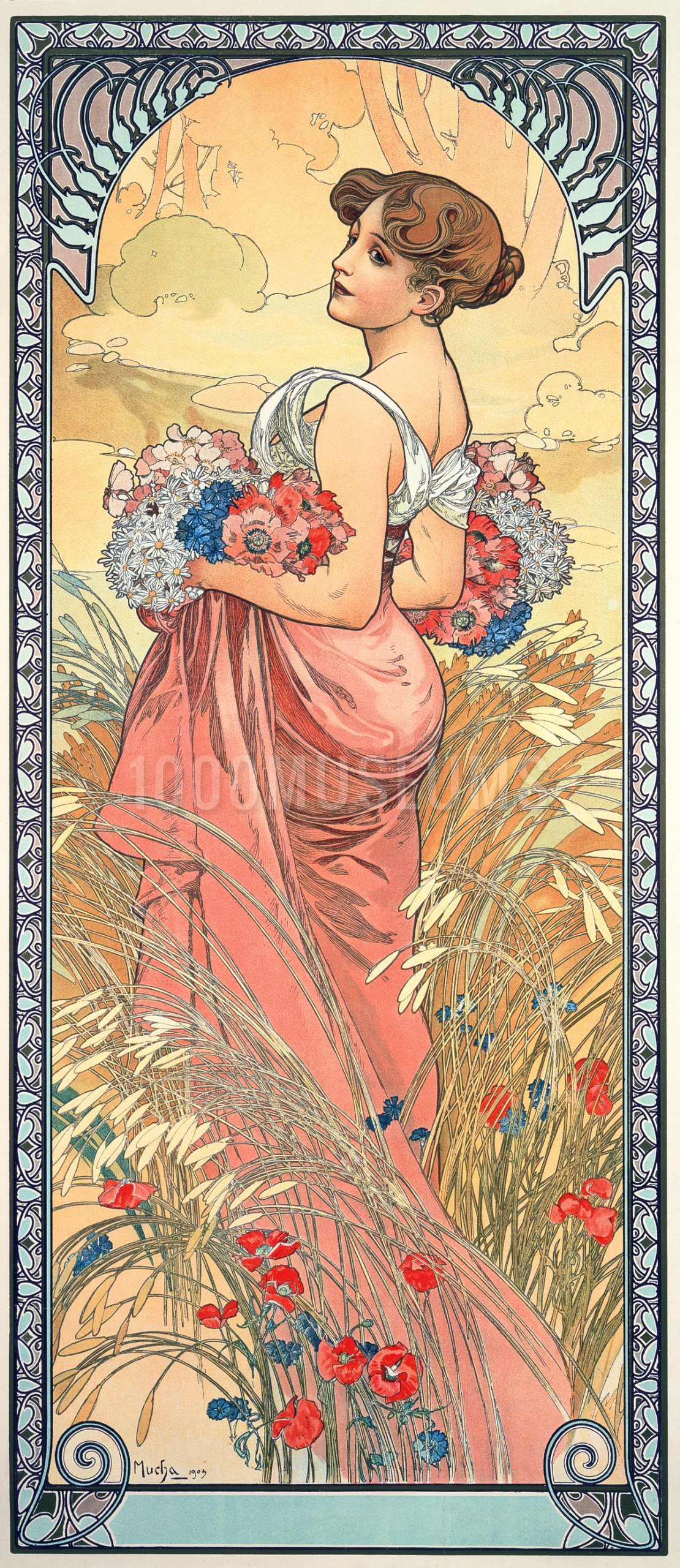
Літо, 1900, Альфонс Муха.

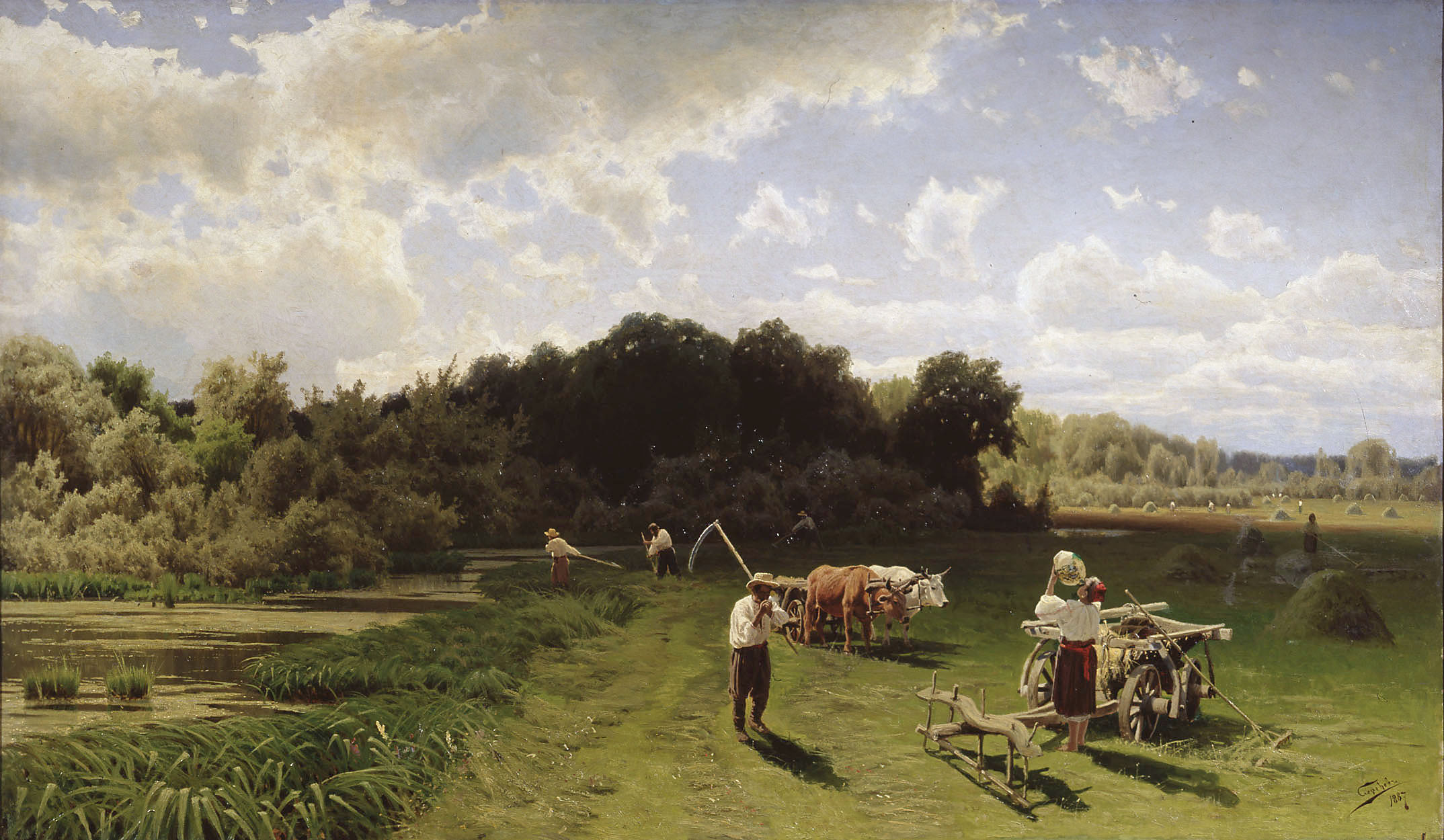
Сінокіс, 1887, Микола Сергеєв
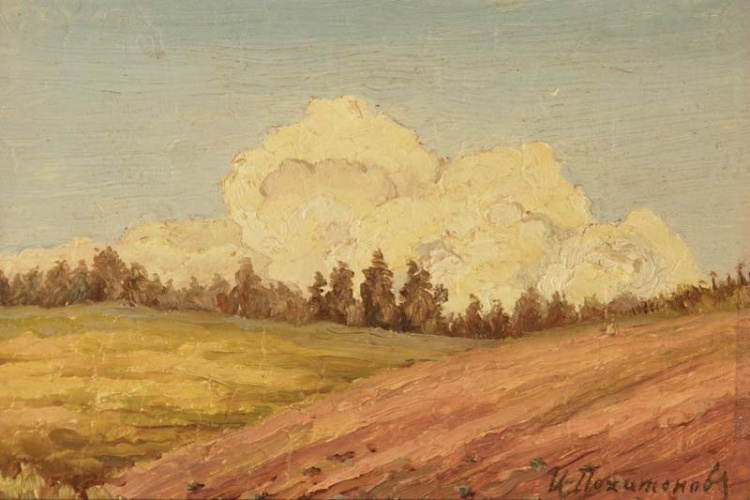
Літній пейзаж, 1917, Іван Похитонов.
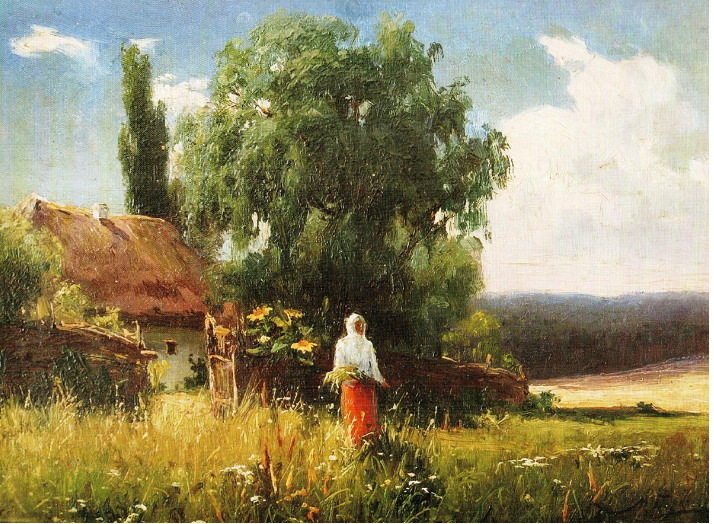
Влітку, 1919, Михайло Беркос